# Molde Fotballklubb 1987
Questa voce raccoglie le informazioni riguardanti il Molde Fotballklubb nelle competizioni ufficiali della stagione 1987.

## Rosa
| N. |                     | Ruolo | Calciatore           |
| -- | ------------------- | ----- | -------------------- |
|    | Norvegia (bandiera) | P     | Inge Bratteteig      |
|    | Norvegia (bandiera) | P     | Thor André Olsen     |
|    | Norvegia (bandiera) | D     | Knut Hallvard Eikrem |
|    | Norvegia (bandiera) | D     | Tor Hagbø            |
|    | Norvegia (bandiera) | D     | Åge Hareide          |
|    | Norvegia (bandiera) | D     | Stein Olav Hestad    |
|    | Norvegia (bandiera) | D     | Lasse Møller         |
|    | Norvegia (bandiera) | D     | Ulrich Møller        |
|    | Norvegia (bandiera) | D     | Geir Sperre          |

| N. |                     | Ruolo | Calciatore       |
| -- | ------------------- | ----- | ---------------- |
|    | Norvegia (bandiera) | C     | Marvin Arnesen   |
|    | Norvegia (bandiera) | C     | Kjetil Rekdal    |
|    | Norvegia (bandiera) | C     | Finn Renna       |
|    | Norvegia (bandiera) | C     | Ole Erik Stavrum |
|    | Norvegia (bandiera) | C     | Ronald Wenaas    |
|    | Norvegia (bandiera) | A     | Jan Berg         |
|    | Norvegia (bandiera) | A     | Jostein Flo      |
|    | Norvegia (bandiera) | A     | Johan Høgset     |
|    | Norvegia (bandiera) | A     | Øystein Neerland |

## Risultati

### Campionato

#### Girone di andata
| Molde 2 maggio 1987 | Molde | 1 – 2 | Start | Molde Stadion |

| Bryne 9 maggio 1987 | Bryne | 2 – 1 | Molde | Bryne Stadion |

| Molde 16 maggio 1987 | Molde | 1 – 0 | Mjøndalen | Molde Stadion |

| Tromsø 20 maggio 1987 | Tromsø | 0 – 0 | Molde | Alfheim Stadion |

| Molde 23 maggio 1987 | Molde | 1 – 1 | Kongsvinger | Molde Stadion |

| Oslo 8 giugno 1987 | Vålerengen | 1 – 2 | Molde | Bislett Stadion |

| Molde 13 giugno 1987 | Molde | 1 – 1 | Rosenborg | Molde Stadion |

| Hamar 20 giugno 1987 | HamKam | 0 – 2 | Molde | Briskeby Gressbane |

| Bergen 27 giugno 1987 | Brann | 0 – 2 | Molde | Brann Stadion |

| Molde 4 luglio 1987 | Molde | 0 – 0 | Lillestrøm | Molde Stadion |

| Moss 11 luglio 1987 | Moss | 5 – 0 | Molde | Melløs Stadion |

#### Girone di ritorno
| Kristiansand 18 luglio 1987 | Start | 0 – 2 | Molde | Kristiansand Stadion |

| Molde 8 agosto 1987 | Molde | 1 – 0 | Bryne | Molde Stadion |

| Mjøndalen 15 agosto 1987 | Mjøndalen | 0 – 0 | Molde | Nedre Eiker Stadion |

| Molde 22 agosto 1987 | Molde | 2 – 1 | Tromsø | Molde Stadion |

| Kongsvinger 29 agosto 1987 | Kongsvinger | 1 – 0 | Molde | Gjemselund Stadion |

| Molde 5 settembre 1987 | Molde | 4 – 0 | Vålerengen | Molde Stadion |

| Trondheim 12 settembre 1987 | Rosenborg | 0 – 2 | Molde | Lerkendal Stadion |

| Molde 16 settembre 1987 | Molde | 2 – 1 | HamKam | Molde Stadion |

| Molde 26 settembre 1987 | Molde | 2 – 1 | Brann | Molde Stadion |

| Lillestrøm 3 ottobre 1987 | Lillestrøm | 2 – 1 | Molde | Åråsen Stadion |

| Molde 10 ottobre 1987 | Molde | 0 – 2 | Moss | Molde Stadion |

### Coppa di Norvegia
|  | Kristiansund | 1 – 3 (d.t.s.) | Molde |  |

|  | Molde | 11 – 0 | Langevåg |  |

|  | Sunndal | 2 – 0 | Molde |  |